# W głowie się nie mieści

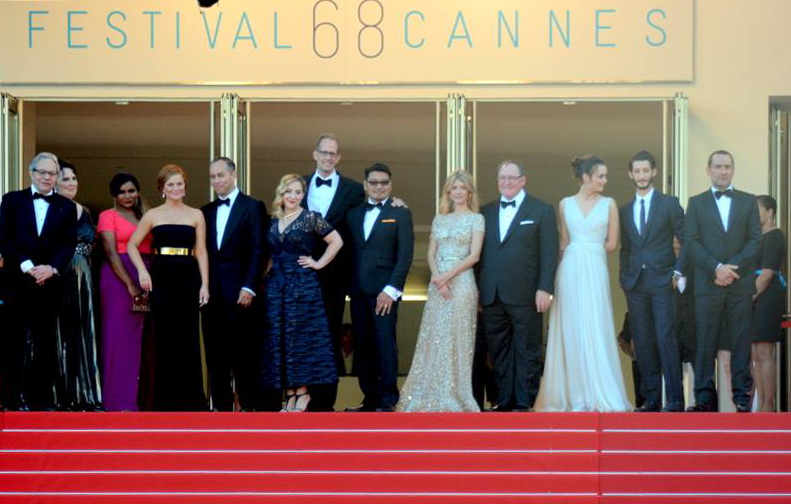
Twórcy filmu w Cannes (2015)

W głowie się nie mieści (ang. Inside Out) – amerykański animowany komputerowo film 3D wytwórni Pixar, w reżyserii Pete'a Doctera. Obraz wyróżniono m.in. Oscarem, Złotym Globem i nagrodą BAFTA za najlepszy film animowany.

## Opis fabuły
Kiedy Riley wraz z rodzicami opuszcza rodzinną Minnesotę i przenosi się do San Francisco, usiłuje dostosować się do nowej sytuacji. Jak każdym z nas, bohaterką kierują emocje: Radość, Strach, Gniew, Odraza i Smutek. Dorastanie bywa trudne, także dla Riley. Chociaż Radość robi wszystko, by utrzymać pozytywną atmosferę, dziewczynce nie jest łatwo odnaleźć się w nowym mieście, domu i szkole.

## Obsada
- Amy Poehler jako Radość
- Bill Hader jako Strach
- Lewis Black jako Gniew
- Mindy Kaling jako Odraza
- Phyllis Smith jako Smutek
- Diane Lane jako Mama
- Kyle MacLachlan jako Tata
- Kaitlyn Dias jako Riley
- Richard Kind jako Bing Bong
- Paula Poundstone jako Zapominajka Paula
- Bobby Moynihan jako Zapominacz Bob
- Paula Pell jako Gniew Mamy i Reżyser w wytwórni
- Dave Goelz jako Podświadomy Jaś
- Frank Oz jako Podświadomy Grześ
- Josh Cooley jako Jacek Klaun
- Flea jako Podświadomy Jake
- Carlos Alazraqui jako Strach Taty i Pilot helikoptera
- Lori Alan jako Smutek Mamy

### Wersja polska
- Małgorzata Socha –  Radość
- Kinga Preis –  Smutek
- Michał Piela –  Bing Bong
- Cezary Pazura –  Strach
- Szymon Kuśmider –  Gniew
- Maja Ostaszewska –  Odraza
- Alicja Kozieja –  Riley
- Dorota Landowska –  Mama
- Sławomir Grzymkowski –  Tata
- Barbara Zielińska –  Smutek Mamy
- Elżbieta Gaertner –  Gniew Mamy
- Andrzej Blumenfeld –  Zapominacz Bob
- Krystyna Tkacz –  Zapominajka Paula
- Sławomir Pacek –  Podświadomy Jaś
- Jacek Braciak –  Podświadomy Grześ
- Zbigniew Konopka – 
  - Niedźwiedź we śnie Riley,
  - Jacek Klaun,
  - Gniew ekspedientki
- Piotr Piksa –  Policjant Jake
- Krzysztof Szczepaniak – 
  - Mechanik Fritz,
  - Klaun

## Muzyka
Muzykę do filmu skomponował Michael Giacchino. Stwierdził też, że jest to „najbardziej emocjonalna” ścieżka dźwiękowa jaką napisał.

## Wydanie
Światowa premiera filmu, odbyła się 18 maja 2015 na 68. Festiwalu Filmowym w Cannes; film był wyświetlany poza konkursem, lecz został przyjęty oklaskami po seansie. W kinach w USA film pojawił się 19 czerwca 2015, a w  Polsce 1 lipca tego samego roku.
Wydanie Blu-ray (dwupłytowe), które ukazało się 1 grudnia 2015 roku, zawiera krótkometrażówkę Pierwsza randka Riley (ang. Riley's First Date), osadzoną w świecie przedstawionym filmu W głowie się nie mieści.

## Odbiór

### Box office
W pierwszy weekend po premierze film zarobił 90,4 miliona dolarów, czym pobił rekord Avatara Jamesa Camerona.
Budżet filmu wyniósł 175 milionów dolarów.  W Stanach Zjednoczonych i Kanadzie film zarobił 356,5 mln USD. W innych krajach przychody wyniosły 501,1 mln USD, a łączny przychód z biletów 857,6 miliona dolarów.

### Krytyka w mediach
Obraz spotkał się z bardzo dobrą reakcją krytyków, którzy docenili pomysłowość i piękno wykonania filmu oraz jego potężny ładunek emocjonalny. W serwisie Rotten Tomatoes 98% z 374 recenzji uznano za pozytywne, a średnia ocen wyniosła 8,90/10. Na portalu Metacritic średnia ocen z 55 recenzji wyniosła 94 punkty na 100.

### Nagrody i nominacje
Film zdobył m.in. Oscara, Złoty Glob, nagrodę BAFTA i National Board of Review dla najlepszego filmu animowanego.

## Kontynuacja
Druga część filmu, W głowie się nie mieści 2, pojawiła się w kinach 14 czerwca 2024.